# Vilallonga de Ter
Vilallonga de Ter är en kommun och ort i Spanien. Den ligger i provinsen Província de Girona och regionen Katalonien, i den östra delen av landet, 500 km öster om huvudstaden Madrid. Vilallonga de Ter ligger 1 442 meter över havet och antalet invånare är 466.
Terrängen runt Vilallonga de Ter är kuperad åt sydost, men åt nordväst är den bergig. Runt Vilallonga de Ter är det ganska glesbefolkat, med 42 invånare per kvadratkilometer. Närmaste större samhälle är Ripoll, 17,7 km sydväst om Vilallonga de Ter. I omgivningarna runt Vilallonga de Ter växer i huvudsak blandskog.